# Ne travaillez jamais

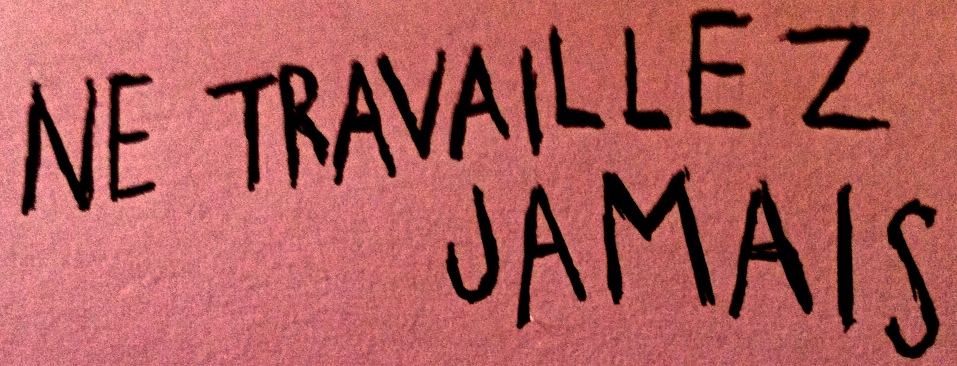
Reconstrução do graffiti de Guy Debord (1953)

"Ne travaillez jamais" (em português: "Nunca trabalhe") é um slogan escrito pelo cineasta e poeta Guy Debord em forma de grafitti numa parede na rua de Seine, Paris, em 1953.
O slogan foi amplamente utilizada nas reivindicações revolucionárias de correntes marxistas e anarquistas que lutavam pela abolição do trabalho assalariado e seu uso foi popularizado novamente durante os eventos de Maio de 68. Também está ligado ao movimento situacionista, do qual Guy Debord foi um dos criadores.

## Maio de 1968
Em artigo escrito por Mathieu Dejean, o escrito menciona Jean-Michel Mension, que disse: “Nunca trabalhe foi um slogan aceito com absoluta unanimidade e um dos primeiros que reapareceu em Nanterre durante os eventos de 68".
Em particular, o slogan foi usado com frequência pelos Les enrrages, uma subdivisão radical no núcleo dos movimentos do Maio de 68 formado por René Riesel, Gérard Bigorgne, Patrick Cheval, Pierre Carrère e Patrick Negroni.
Alguns sítios de compilação de citações, como o do jornal francês Le Monde, atribuem a frase como um dos slogans do Maio de 68.